# Maryam Durani

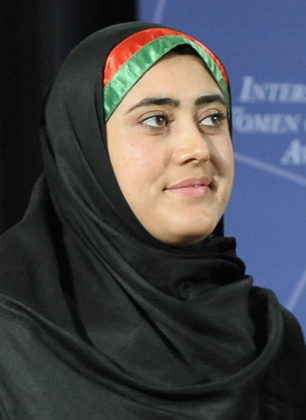
Maryam Durani nel 2012

Maryam Durani (persiano:مریم درانی; Afghanistan, 1987) è un'attivista afghana, sostenitrice dei diritti delle donne afghane. Ha anche creato e gestisce Radio Mirman a Kandahar da sola. Nel 2012 è stata nominata dalla rivista Time come una delle cento persone più influenti al mondo. Sempre nel 2012 ha ricevuto l'International Woman of Courage Award dal Dipartimento di Stato degli Stati Uniti per il suo lavoro e nonostante diverse aggressioni e un attentato suicida.

## Biografia
È la figlia di Haji Mohammad Eisa Durani ed è un membro della tribù Pashtun Durrani. Si è laureata alla Payam Noor e all'American University of Afghanistan in Giurisprudenza e in Scienze Politiche e Aziendali.
Nonostante la visione estremamente conservatrice delle donne nella zona, Maryam Durani funge da leader, modello e sostenitrice delle donne a Kandahar. Eletta per la prima volta come membro del Consiglio provinciale di Kandahar nel 2005 all'età di 21 anni e per un secondo mandato nel 2009, Durani è stata una delle sole quattro donne nel Consiglio e ha portato le preoccupazioni e le prospettive delle donne in quell'area.

## Le iniziative

### Herman Radio
Come giovane leader emergente nel sud dell'Afghanistan, il coraggio e la dedizione di Durani alle donne dell'Afghanistan fanno parte della sua vita quotidiana. Durani ha fondato e dirige un'associazione focalizzata sull'emancipazione delle donne e gestisce "Merman" Radio, una stazione radio nella città di Kandahar focalizzata sulle questioni femminili. È una schietta sostenitrice della pace e dei diritti delle donne e delle ragazze nella società afghana, nonché dei diritti civili fondamentali per tutti i cittadini afghani, ed è determinata a cambiare la cultura e la percezione del ruolo delle donne in Afghanistan.

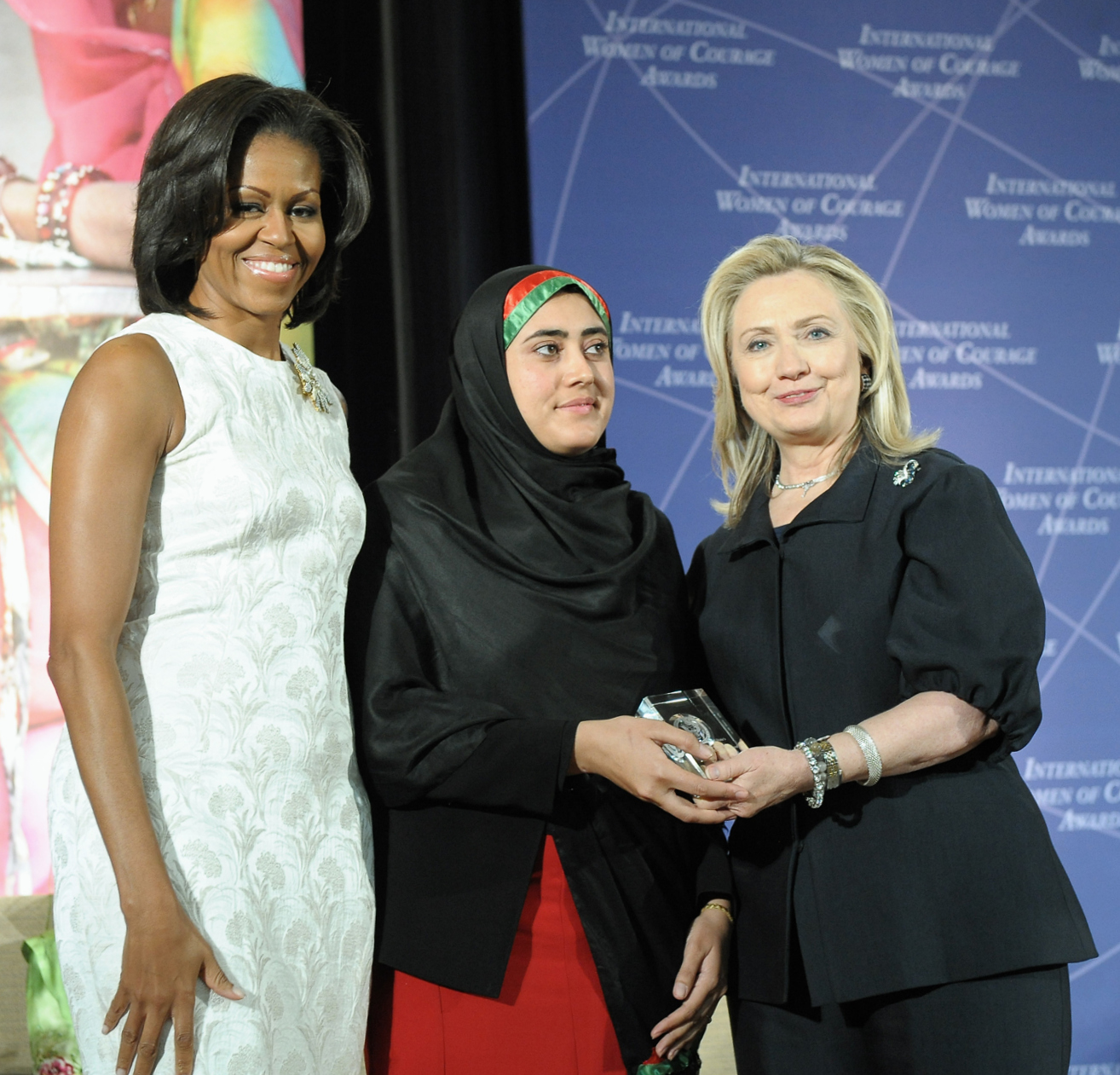
Maryam Durani, vincitrice dell'International Woman of Courage Award 2012, circondata da Hillary Clinton e Michelle Obama

Maryam Durani è stata ferita in un tentativo di omicidio con una bomba che le ha quasi tolto la vita. La posizione che ricopre nel governo provinciale di Kandahar, nel contesto afghano, è per una donna estremamente insolita, visti i valori conservatori nel sud dell'Afghanistan, che continuano ad essere influenzati dalle visioni estremiste dei talebani. Durani sfida gli stereotipi e le norme culturali e usa la sua posizione per promuovere la giustizia, la pace, i diritti umani e le libertà fondamentali generali per le donne di Kandahar.
Ha fondato il Kandahar Women's Network, una piattaforma di advocacy che lavora per l'emancipazione delle donne dal 2013. Kandahar Women's Network ha 25 organizzazioni guidate da donne come membri.

### Dall'Internet Cafè alla House of Learning
Fondatrice dell'Internet café Malalai Maiwandi, Malalai Maiwandi è il primo internet café femminile in Afghanistan, per connettere più donne al mondo in uno spazio sicuro e confortevole! Ha aperto l'Internet Cafe femminile Malalai Maiwandi il 25 settembre 2013. Le ragazze potevano utilizzare il caffè per ottenere informazioni sull'attualità e ottenere materiale educativo. Ha fondato anche la House of learning (Istituto di studi moderni per ragazze a Kandahar/Afghanistan) chem offre a più di 600 donne l'opportunità di ricevere un'istruzione in Business Management, Information Technology, Inglese e Comunicazione. La Casa dei programmi di apprendimento fornisce agli studenti le competenze necessarie per ottenere un lavoro per sostenere se stessi e le loro famiglie, migliorare le loro comunità e partecipare alla ricostruzione di Kandahar.

### La biblioteca Bebe Aisha
Fondatrice anche della biblioteca femminile Bebe Aisha, la prima biblioteca femminile in AFGHANISTAN. Ci sono più di 4000 libri in questa biblioteca. Lo scopo principale è quello di fornire uno spazio tranquillo per le ragazze e le donne per leggere libri e avere accesso diretto a diversi tipi di libri in diverse materie. Come comunemente le ragazze e le donne non possono andare facilmente nelle biblioteche pubbliche e leggere tranquillamente, così questa biblioteca ha fornito alle ragazze e alle donne lo spazio migliore, pacifico e calmo per la lettura con un sacco di libri utili. In sintesi possiamo dire che questa biblioteca fornisce un accesso equo alle informazioni e ai luoghi di lettura per migliorare il livello di informazione e istruzione delle ragazze e delle donne. 

### Centro fitness
A settembre 2020 Maryam Durani ha trovato un nuovo sbocco per i suoi decenni di advocacy, un nuovo centro fitness per le donne. La palestra è sopravvissuta, nascosta in un seminterrato senza finestre all'interno di un complesso chiuso a chiave, protetta da occhi indiscreti. È l'ultima aggiunta all'Associazione delle donne Khadija Kubra, gestita da Durani con l'aiuto di suo padre e di suo fratello Mustafa Durani dal 2004. Comprende una stazione radio, corsi di inglese e alfabetizzazione per donne, una scuola islamica e un centro di sarte che vende abiti realizzati da donne". La reazione delle donne è stata molto positiva perché ne avevano bisogno", ha detto, poco dopo essersi allenata con un gruppo di clienti. "Quello che mi ha infastidito è stata la reazione degli uomini... che hanno reagito negativamente al nostro club e mi hanno persino insultato perché pensavano che il nostro club fosse in contrasto con la Sharia".
È stata a capo del comitato consultivo delle donne di Kandahar, assistente del consiglio di dialogo per la pace dell'UNAMA a Kandahar, assistente del consiglio anticorruzione dell'UNAMA a Kandahar, direttrice dell'Associazione delle donne per la cultura Khadija Kubra, direttrice di Merman (Radio femminile), responsabile della Rete delle donne di Kandahar, responsabile del centro femminile della casa dell'apprendimento.

### Rifugiata negli Stati Uniti
Dopo che l'esercito statunitense ha lasciato l'Afghanistan e nell'agosto 2021 i talebani sono tornati al potere, nel gennaio 2022 Maryam Durani ha lasciato Kandahar e con la famiglia ha raggiunto gli Stati Uniti stabilendosi a Milwaukee, nel Wisconsin. Lavora come consulente culturale per l'Hanan Refugee Group, un gruppo che aiuta altri rifugiati con sede nella parte sud della città.

## Riconoscimenti
- Nel marzo 2012 ha ricevuto il premio International Women of Courage del Segretario di Stato degli Stati Uniti.[9][10]
- Sempre nel 2012 Time Magazine ha scelto Maryam come una delle "100 persone più influenti del mondo". Secondo il Time, "Come proprietaria e operatrice di una stazione radio (Merman Radio) che si concentra sulle questioni femminili e come membro del consiglio provinciale di Kandahar, Durani difende le donne della regione con notevole coraggio".[1][3][2]
- Nel luglio 2013, Maryam è stata selezionata come una dei 30 giovani attivisti dal National Endowment for Democracy.[11]
- Nel maggio 2014, Maryam ha ricevuto il Roosevelt Four Freedoms Award a Middelburg, nei Paesi Bassi.[12]
- Nel novembre 2015, Maryam, ha ricevuto l'International Peace Generation Award.[13]
- Nel dicembre 2015, Maryam ha ricevuto il Premio Internazionale per la Pace Simorgh[14] che le è stato assegnato in occasione della Giornata dei Diritti Umani nel contesto della Settimana dei Diritti Umani e contemporaneamente al 19º anniversario della fondazione di Armanshahr.